# Karl Ludwig von Rosenfeld

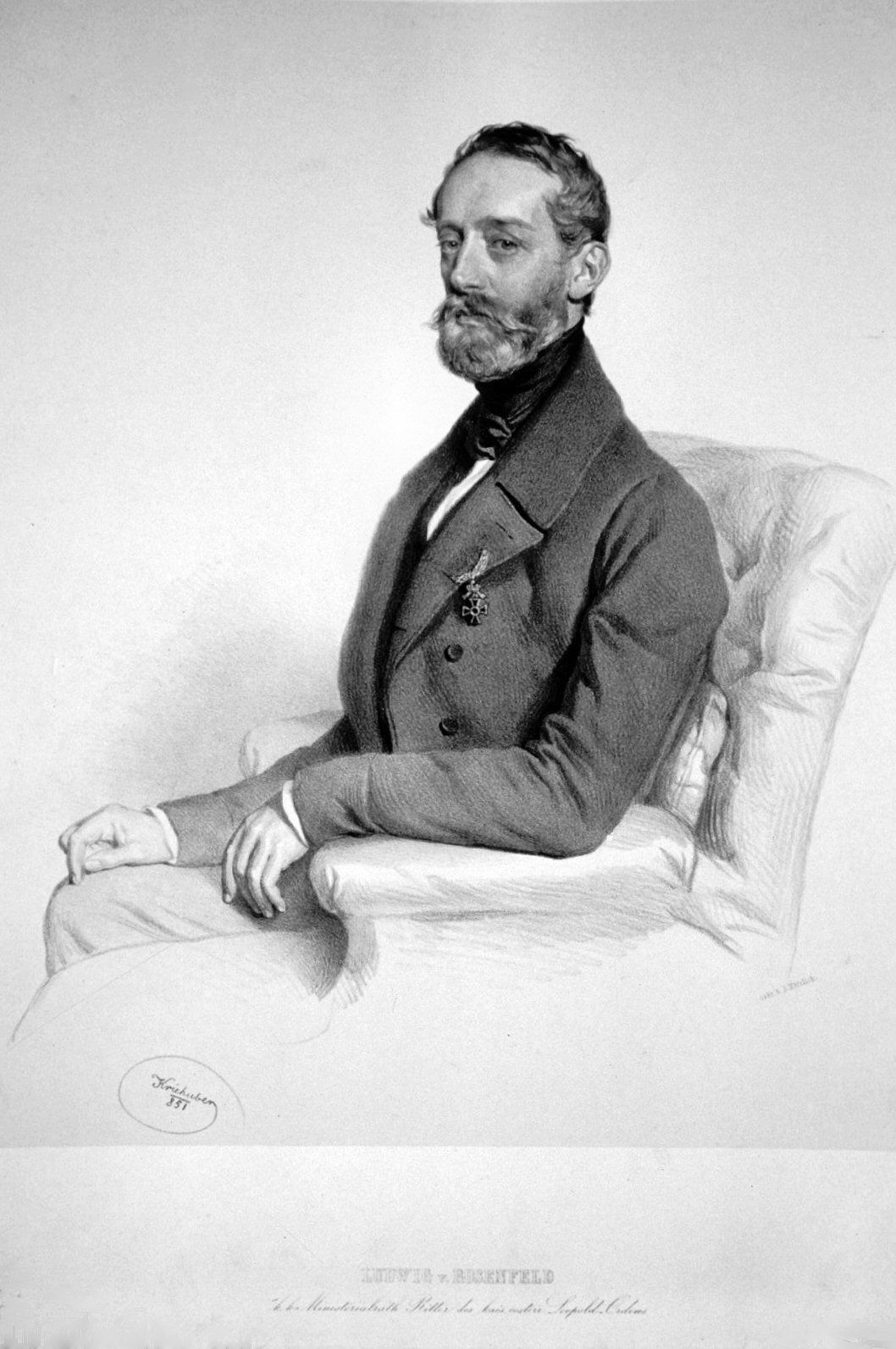
Rosenfeld porträtiert von Josef Kriehuber

Karl Ludwig Czekelius von Rosenfeld, ab 1865 Freiherr Czekelius von Rosenfeld (auch Ludwig von Rosenfeld oder Karl Ludwig Freiherr von Rosenfeld, ungarisch Czekelius Károly Lajos; * 29. August 1804 in Hermannstadt; † 27. Mai 1869 in Wien) war ein siebenbürgisch-österreichischer Staatsmann.

## Leben
Rosenfeld stammte aus der alten siebenbürgischen Familie Czekelius von Rosenfeld und war Sohn des Johann Michael von Rosenfeld (1776–1837), der Thesaurariatsrat und Direktor des siebenbürgischen Bergwesens war, und Enkel des Verwaltungsbeamten Johann Friedrich von Rosenfeld. Er absolvierte das Hermannstädter Gymnasium und bis 1824 das Studium der Rechtswissenschaft an der Universität Klausenburg. Im September 1824 trat er beim siebenbürgischen Thesaurariat in den Staatsdienst, wechselte als Praktikant zur k. k. allgemeinen Hofkammer und wurde 1831 Konzipist bei der Hofkammer. Er wurde im Oktober 1833 zum königlichen Kommissar ernannt und dem Ban von Kroatien Franjo Vlašić zur Seite gestellt. Zum 24. Februar 1834 versetzte man ihn in gleicher Position zu Erzherzog Ferdinand von Este, der 1835 zum Gubernator von Siebenbürgen ernannt wurde. Er blieb über die Amtszeit an der Seite des Erzherzogs.
Rosenfeld wurde im Frühjahr 1838 zum Hofsekretär bei der allgemeinen Hofkammer in Wien befördert, bevor er am 2. Dezember 1843 zum wirklichen Regierungsrat und Protokollisten beim k. k. Staatsrat und am 8. Oktober 1845 zum Hofrat wieder bei der allgemeinen Hofkammer ernannt wurde. 1846 und 1848 musste er Rufe als Regalist an den Landtag von Siebenbürgen aufgrund anderer beruflicher Verpflichtungen ausschlagen. Er erhielt 1849 eine Stelle als Referent im k.k. Finanzministerium. In den Jahren 1850 und 1851 war er als Regierungskommissär zur Organisation der siebenbürgischen Finanz-Landesstelle in seine Heimat nach Hermannstadt entsendet. Am 11. Februar 1858 erfolgte die Beförderung zum Sektionschef im k. k. Finanzministerium und am 28. August 1862 zum k. k. Geheimen Staatsrat. Am 28. Juli 1865 wurde er in den Ruhestand versetzt.
Rosenfeld war 1863 und 1864 als Regalist Mitglied des Siebenbürgischen Landtags in Hermannstadt. Außerdem wurde er am 4. Oktober 1863 zum Mitglied auf Lebenszeit im österreichischen Herrenhaus ernannt.
Er stand in freundschaftlicher Verbindung mit Eugen Freiherr Drotleff von Friedenfels.

## Familie
Rosenfeld heiratate Caroline, geb. Gräfin von Gatterburg (* 31. März 1804 † 1. September 1881), eine Tochter von Karl Josef von Gatterburg. Das Paar hatte einen Sohn und eine Tochter:
- Ludwig Franz Joseph (* 23. Dezember 1840) ⚭ 1864 Freiin Josephine von Brukenthal (* 9. Juni 1844; † 25. August 1903)
- Bertha Barbara Seraphine Karoline Ludovika (* 14. Mai 1846; † 18. Juli 1908) ⚭ 1865 Freiherr Hermann von Brukenthal (* 9. März 1872)

## Ehrungen
- 1850: Ritterkreuz des österreichisch-kaiserlichen Leopold-Ordens
- 28. Juli 1865: Komturkreuz des österreichisch-kaiserlichen Leopold-Ordens
- 23. September 1865: Erhebung in den kaiserlichen Freiherrenstand durch Kaiser Franz Joseph I.

## Werke (Auswahl)
Er veröffentlichte Flugschriften und diverse Leitartikel in Die Presse von August Zang.
- Ungarns und Siebenbürgens Stellung zur Gesammtmonarchie, Gerold, Wien 1848.
- Kossuth als Staatsmann gegenüber von Oesterreich und Deutschland, Gerold, Wien 1848
- Die croatische Frage und Oesterreich, Wien 1848.
- Ungarn im Gesammtstaate, Manz, Wien 1861
- Für die Arad-Hermannstädter Eisenbahn, Gerold, Wien 1864.
- Die Wahrheit in der siebenbürgischen Eisenbahnfrage. Eine Denkschrift an den hohen Reichsrath, Manz, Wien 1865.